# Mohammed Mammeri
Pour les articles homonymes, voir Mammeri.
Mohammed Mammeri (en kabyle : Muḥemmed At Mɛammer), ou Si Mammeri est un homme de lettres algérien, né présumé en 1880 à Taourirt-Mimoun (Ait Yenni), originaire de Kabylie et oncle du célèbre Mouloud Mammeri.

## Biographie
Après avoir été formé à la medersa d'Alger il part au Maroc où il deviendra précepteur (fqih) des princes de la famille royale. Fin lettré, Mohammed Mammeri maîtrise parfaitement l'arabe et le français, mais il est également un connaisseur du droit musulman et français. Il arrive en 1908 au Maroc où il fut nommé fonctionnaire par le consulat français, plus précisément directeur de l'école franco-musulmane de Rabat jusqu'en 1912. 
Il est ensuite nommé interprète-secrétaire par le Maréchal Lyautey et, à ce poste, sert d'agent de liaison avec le makhzen. Il progresse rapidement et entre au service du souverain Moulay Youssef. Il est officiellement nommé le 15 novembre 1915, et chargé dans un premier temps de l'enseignement du français aux princes puis en tant que chef de cabinet de la formation culturelle du sultan Moulay Youssef. Il apprendra également au jeune prince Mohamed ben Youssef la langue arabe, le français et l'enseignement religieux. En 1922, il est nommé chef de protocole.
Avec un autre algérien, le vizir El-Moqri, il jouera un grand rôle dans la désignation de ce prince en tant que futur roi Mohamed V, successeur de Moulay Youssef. Mohamed V en fait son secrétaire particulier en 1927 ; fonction qu'il occupera jusqu'à l'exil de ce dernier sur ordre du Résident général français en 1953. Après avoir essayé de jouer l'intermédiaire entre la Résidence générale et le roi, Mohammed Mammeri rentre alors en Algérie.

## Décorations
- Grand officier de la Légion d'honneur (1945)[7].